# Лахир
Лахи́р (лак. Лахъир) — село в Лакском районе Дагестана. Входит в состав Хунинского сельсовета.

## География
Село находится на расстоянии 5 км к востоку от села Кумух, административного центра района.

## Население
| 1895 | 1926 | 1939 | 1970 | 1989 | 2002 | 2010 |
| ---- | ---- | ---- | ---- | ---- | ---- | ---- |
| 330  | ↘229 | ↗303 | ↘90  | ↘31  | ↗32  | ↗44  |
| 2021 |      |      |      |      |      |      |
| ↘19  |      |      |      |      |      |      |